# Centre nuclear de Marcola
El centre nuclear de Marcola (en francès, Site nucléaire de Marcoule) és una planta nuclear que es troba entre les comunes franceses de Chusclan i Codolet, prop de Banhòus de Céser al departament de Gard, en plena regió de Côtes-du-Rhône, zona turística i vinícola important. Nimes es troba a 45 km del complex, i Perpinyà a 216 km.
En marxa des de 1956, Marcola és un lloc gegantí a mans del Commissariat à l'énergie atomique (CEA) i d'Areva NC. Els primers experiments de plutoni industrials i militars van tenir lloc a Marcola. La diversificació del lloc va començar durant els anys 1970 amb la construcció del reactor ràpid de prototips de Phénix, i és avui dia un lloc important per a activitats de desmantellament de centrals nuclears, i no té cap reactor nuclear en funcionament.

## Reactors
Marcola acollí alguns dels primers reactors UNGG de primera generació francesos, encara que actualment ja no estan en funcionament. També s'hi ha operat un reactor d'aigua pressuritzada que era usat amb el propòsit de produir triti. La refrigeració de totes les plantes prové del riu Roine.
| Unitat      | Tipus         | Potència neta | Potència total | Inici de la construcció | Final de la construcció | Operació comercial | Apagada    |
| ----------- | ------------- | ------------- | -------------- | ----------------------- | ----------------------- | ------------------ | ---------- |
| Marcoule G1 | Reactor UNGG  | 2 MW          |                | 1955                    | 07.01.1956              | -                  | 15.10.1968 |
| Marcoule G2 | Reactor UNGG  | 38 MW         | 43 MW          | 01.03.1955              | 22.04.1959              | 22.04.1959         | 02.02.1980 |
| Marcoule G3 | Reactor UNGG  | 38 MW         | 43 MW          | 01.03.1956              | 04.04.1960              | 27.05.1981         | 20.06.1984 |
| Phénix      | Reactor ràpid | 130 MW        | 142 MW         | 01.03.1968              | -                       | 13.12.1973         | 01.02.2010 |

## Accident de 2011
El 12 de setembre de 2011 va tenir lloc una explosió a la planta provocada per un foc en un dels forns de la planta de tractament de residus Centraco, que va causar la mort d'una persona, i en va ferir greument una més, i a quatre més de forma lleu.
Segons l'Agència de Seguretat Nuclear de França (ASN) no hi hagué cap fuita radioactiva.